# Tenzing Peak
Tenzing Peak (dawniej Ngozumpa Kang) – szczyt górski w Nepalu, o wysokości 7916 metrów nad poziomem morza, znajdujący się 50 metrów od granicy Chin. Nazwę szczytu zaproponował rząd Nepalu na cześć Szerpy Tenzinga Norgaya, który wspólnie z sir Edmundem Hillarym dokonał pierwszego wejścia na Mount Everest w 1953 roku.
Tenzing Peak leży na granicy Nepalu i Tybetu na dużej wysokości grzbietu między Czo Oju i Gyachung Kang. Jest to 19 pod względem wysokości szczyt świata.